# خطاب مصطفى

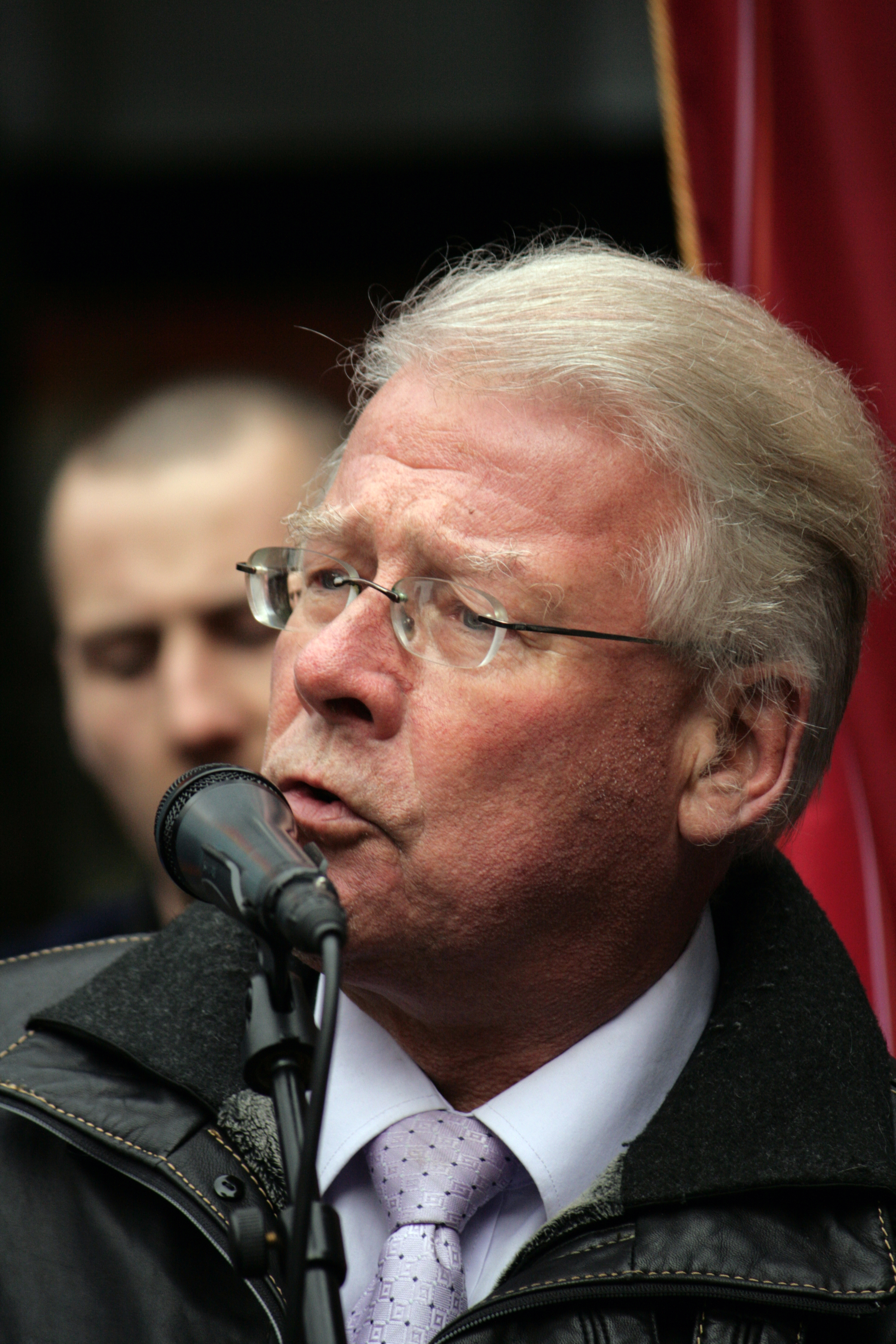

يُشير خطاب مصطفى إلى الخطاب المثير للجدل الذي استخدمه رئيس حزب التقدم، كارل إيفار هاغن، في الحملة الانتخابية للانتخابات المحلية لعام 1987. كان هذا الخطاب يحمل توقيع محمد مصطفى، وهو مهاجر مسلم يعيش في النرويج، ولكن وسائل الإعلام سرعان ما ادعت بأنها تمكنت من إثبات أن هذا الخطاب مزور. وأصبح الخطاب مثيرًا للجدل، سواء بسبب الطريقة التي استخدمه بها هاغن وكذلك بسبب الادعاء بأنه مزور.
في نهاية الحملة الانتخابية لعام 1987، وتحديدًا في السابع من سبتمبر، قرأ هاغن الخطاب أمام مؤتمر عُقد في رورفيك. وفقًا لوسائل الإعلام، بدأ هاغن كلمته بأن «طالبي اللجوء السياسي في طريقهم للاستيلاء على بلادنا». بعد ذلك قرأ الخطاب الذي زعم أن المسلمين يريدون «أسلمة» النرويج واستبدال كنائسها بمساجد. وأعلن مصطفى عن ولائه للإسلام وزعم أن أعداد المسلمين في النرويج هائلة وأنهم ينجبون الأطفال بأعداد أكبر من النرويجيين.
كان الخطاب يحمل تاريخ الثامن من يوليو عام 1987, ونصه كما يلي: {{من محمد مصطفى إلى كارل إيفار هاغن، عضو البرلمان النرويجي:
الله هو الإله ومحمد رسوله! دعنى أخبرك، سيد هاجن ، أن كل نضالكم هو محض عبث ؛ فالإسلام هو الحقيقة الوحيدة الصادقة وسينتصر الإسلام هنا في النرويج كما انتصر في البلاد الأخرى،  وسيكون عدد المساجد في النرويج يومًا ما كعدد كنائسها اليوم، وسيشهد أحفادي هذا اليوم. وأنا أعلم يقينًا كما يعلم جميع المسلمون هنا، أن النرويجيين سيدخلون في الإسلام وتُصبح الدولة مسلمة!  ونحن المسلمون ننجب عددًا أكبر من الأطفال مقارنةً بالنرويجيين، كما يأتي إلى النرويج كل عام عددًا كبيرًا من المسلمين سليمي الاعتقاد من الرجال في سن الإنجاب. يومًا ما سيزول هذا الصليب من فوق العلم!}}
وسرعان ما أكدت صحيفة فيردنز جانج أنها أثبتت أن هذا الخطاب مزور. إذ إن الخطاب كان يحمل عنوان المرسل واسمه بالكامل، ومن ثم تمكنت الصحيفة من الاتصال بمحمد مصطفى للتحقق من هذا الأمر. ذكر مصطفى مراراً أنه يشعر باستغلاله من قبل كارل إيفار هاغن وأنه يفكر في اتخاذ خطوات قانونية. وفي أواخر عام 1987 تقدم مصطفى بدعوى قضائية ضد هاغن تولاها تور إرلينج ستاف بوصفه محاميه. وطالب ستاف، نيابةً عن موكله، بتعويض من هاغن ومن حزب التقدم بقيمة 500,000 كرونة نرويجية. وذكر ستاف أن هاغن كان يعلم بأن الخطاب مزور عندما استخدمه في الحملة الانتخابية. بينما ادعى هاغن نفسه أن أياً من الصحفيين لم يكن حاضراً في المؤتمر الذي كان مؤتمرا داخليا خاصا بالحزب، وأن هذا الأمر لم يكن حيلة متعمدة من أجل الحملة الانتخابية. وأحيلت القضية إلى محكمة مدينة أوسلو في نوفمبر 1988 وانتهت بعقد تسوية بين الطرفين. جديرٌ بالذكر أن حزب التقدم حصل في الانتخابات المحلية لعام 1987 تقريبًا على ضعف عدد الأصوات التي حصل عليها في انتخابات 1983.